# Nokia 6300
Nokia 6300 — трёхдиапазонный мобильный телефон фирмы Nokia, выпущенный в 2007 году. Телефон бизнес-класса. Поставляется в корпусе одного из шести цветов: серебристый (основной), чёрный, белый, красный, шоколадный и золотой.
Для синхронизации с ПК используется фирменное ПО — Nokia PC Suite. Также возможно подключение в режиме Mass Storage (как съемный диск). Подключение возможно с помощью MiniUSB-кабеля и Bluetooth. Через USB телефон не заряжается.

## Модификации
- Nokia 6300i — модернизированная модель Nokia 6300, главным отличием стала поддержка WLAN (только для голосовых звонков) и технологии Unlicensed Mobile Access (UMA), которая позволяет бесшовно переключаться между локальными и сотовыми сетями прямо во время передачи голоса или данных (требуется поддержка оператором сотовой связи).
- Nokia 6303 — модернизированная модель Nokia 6300, отличается камерой в 3,2 Мп с автофокусом, большим по размеру экраном, 3,5-мм разъёмом для гарнитуры, наличием датчика освещённости и светодиодной фотовспышки, расширенным набором функций энергосбережения.

| Общие характеристики                        | Общие характеристики |
| ------------------------------------------- | --- |
| Диапазоны частот                            | GSM 900, GSM 1800, GSM 1900 |
| Платформа                                   | Series 40 3rd Edition |
| Тип корпуса                                 | классический |
| Антенна                                     | встроенная |
| Вес                                         | 91 г. |
| Размеры                                     | 106 × 44 × 12 мм |
| Звонки                                      | |
| Тип мелодий                                 | полифонические, MP3-мелодии |
| Виброзвонок                                 | есть |
| Связь                                       | |
| Интерфейсы                                  | USB, Bluetooth 2.0 |
| Доступ в интернет                           | WAP 2.0, GPRS, EDGE, POP/SMTP-клиент |
| Модем                                       | есть |
| Синхронизация с компьютером                 | есть |
| Сообщения                                   | |
| Дополнительные функции SMS                  | ввод текста со словарём, шаблоны сообщений, отправка SMS нескольким адресатам                                                                              |
| MMS                                         | есть |
| Другие функции                              | |
| Громкая связь(встроенный динамик)           | есть |
| Управление                                  | голосовой набор, голосовое управление |
| Автодозвон                                  | есть |
| Режим полёта                                | есть |
| Профиль A2DP                                | есть |
| Дополнительная информация                   | |
| Комплектация                                | телефон, аккумулятор, сетевое з/у, карта памяти 128 МБ (впоследствии поставлялся с картой памяти на 512 МБ), портативный hands-free, диск с ПО, инструкция |
| Экран                                       | |
| Тип экрана                                  | цветной TFT-экран, 16777216 цветов |
| Размер изображения                          | 240 × 320 пикс. |
| Русификация                                 | есть |
| Индикация                                   | времени разговора |
| Мультимедийные возможности                  | |
| Встроенная фотокамера                       | 1600 × 1200 (2 млн пикс.), цифровой zoom 8x |
| Запись видеороликов                         | есть |
| Аудио                                       | FM-радиоприемник, MP3-проигрыватель |
| Диктофон                                    | есть |
| Игры                                        | есть |
| Java-приложения                             | есть |
| Объём встроенной памяти                     | 7,8 МБ |
| Тип карты памяти                            | microSD (TransFlash), объёмом до 2 ГБ |
| Питание                                     | |
| Тип аккумулятора                            | Li-Ion |
| Ёмкость аккумулятора                        | 860 мАч |
| Время разговора                             | 3:30 |
| Время ожидания                              | 348:00 |
| Записная книжка и органайзер                | |
| Записная книжка в аппарате                  | 1000 номеров |
| Поиск по книжке                             | есть |
| Обмен между SIM-картой и внутренней памятью | есть |
| Прямой (flash) набор                        | 9 номеров |
| Органайзер                                  | будильник, калькулятор, планировщик задач |